# Йоверкаликс (община)
Община Йоверкаликс (на шведски: Överkalix kommun) е разположена в лен Норботен, северна Швеция с обща площ 2946 km2 и население 3436 души (към 31 декември 2013). Административен център на община Йоверкаликс е едноименния град Йоверкаликс.